# 7726 Olegbykov
7726 Olegbykov este un asteroid din centura principală de asteroizi.

## Descriere
7726 Olegbykov este un asteroid din centura principală de asteroizi. A fost descoperit pe 27 august 1974 la Observatorul astrofizic din Crimeea de Liudmila Cernîh. El prezintă o orbită caracterizată de o semiaxă mare de 2,25 ua, o excentricitate de 0,18 și o înclinație de 5,9° în raport cu ecliptica.